# Хвехён (станция метро)
«Хвехён» (кор. 회현역) — подземная станция Сеульского метро на Четвёртой линии. Также известна как Нандэмун-маркет. Она представлена одной островной платформой. Станция обслуживается транспортной корпорацией Сеул Метро. Расположена в квартале Намчан-дон (адресː 46 Namchang-dong) района Чунку города Сеул (Республика Корея). На станции установлены платформенные раздвижные двери.
Пассажиропоток — 65 714 чел/день (на январь-декабрь 2012 года).
Станция была открыта 18 октября 1985 года.
Открытие станции было совмещено с открытием участка 4 линии Хехва—Садан длиной 16,5 км и еще 13 станцийː Хехва (420), Тондэмун, Исторический и культурный парк Тондэмун, Чхунъмуро, Мён-дон, Сеул, Женский университет Соокмюнъ, Самгакджи, Синёнъсан, Ичхон, Донджак, Ису (Университет Чхонъсхин) и Садан (433).
В непосредственной близости расположены архитектурный памятник Ворота Нандэмун и рынок Нандэмун-маркет.